# Jonathan Hellström
Jonathan Hellström (sinh ngày 9 tháng 8 năm 1988) là một cầu thủ bóng đá người Thụy Điển thi đấu cho Sandvikens IF ở vị trí tiền vệ.